# Коктинколи
Коктинколи (каз. Көктіңкөлі) — станция в Шетском районе Карагандинской области Казахстана. Входит в состав Коктенкольского сельского округа. Находится примерно в 111 км к западу от районного центра, села Аксу-Аюлы. Код КАТО — 356461400.

## Население
В 1999 году население станции составляло 249 человек (128 мужчин и 121 женщина). По данным переписи 2009 года, в населённом пункте проживало 229 человек (126 мужчин и 103 женщины).